# Estnischer Fußballpokal 1996/97
Der Estnische Fußballpokal 1996/97 war die insgesamt siebte Austragung des estnischen Pokalwettbewerbs der Männer und die fünfte nach der Wiedererlangung der Unabhängigkeit von der Sowjetunion 1991. Das Finale fand am 25. Juni 1997 statt.
Pokalsieger wurde Titelverteidiger JK Tallinna Sadam. Der Sieger nahm am Europapokal der Pokalsieger 1997/98 teil.

## Vorrunde
Teilnehmer: 16 Teams ab der drittklassigen Esiliiga und tiefer.
|                         | Ergebnis |                    |
| ----------------------- | -------- | ------------------ |
| Keila JK                | 13:00    | KSK KESPO Kehtna   |
| JK Muuga Sadam          | 1:4      | Jägala Kalevi ÜJP  |
| Kuusalu JK Rada/HKL     | 4:3      | Rapla JK Atli      |
| Lasnamäe JK             | 7:0      | Riigikogu SK       |
| Kohtla-Järve JK Veteran | 5:1      | Kehra JK Tempori   |
| FC Rakvere              | 0:4      | Tapa SK Fortuna    |
| Kohtla-Järve JK Eliit   | 5:0      | Maardu FS Junior   |
| Põlva JK Lootos         | 1:5      | JK Sport Põltsamaa |

## 1. Runde
Teilnehmer: Die 8 Sieger der Vorrunde und 8 weitere Teams.
|                       | Ergebnis |                         |
| --------------------- | -------- | ----------------------- |
| Märjamaa Kompanii     | 3:6      | Keila JK                |
| Lokomotiv Valga       | 4:1      | Kuusalu JK Rada/HKL     |
| JK Sport Põltsamaa    | 5:1      | MSK Viljandi            |
| FC M.C. Tallinn       | 6:0      | Kärdla Linnameeskond    |
| JK Dokker Tallinn     | 4:0      | Kohtla-Järve JK Veteran |
| Mikitamäe JK          | 01:10    | Tapa SK Fortuna         |
| Lasnamäe JK           | 4:1      | JK Merkuur Tartu        |
| Kohtla-Järve JK Eliit | 1 +:- 1  | Jägala Kalevi ÜJP       |

## 2. Runde
Teilnehmer: Die acht Sieger der 1. Runde und die acht Zweitligisten (Dünamo Tallinn, JK Kalev Sillamäe, FC Lelle, Olümpia Maardu, Pärnu JK, FC Norma Tallinn, Tallinna JK und Viljandi JK Tulevik), die alle auswärts antraten.
|                       | Ergebnis |                     |
| --------------------- | -------- | ------------------- |
| Kohtla-Järve JK Eliit | 4:2      | Olümpia Maardu      |
| Lokomotiv Valga       | 2:0      | FC Norma Tallinn    |
| FC M.C. Tallinn       | 1:2      | Pärnu JK            |
| Keila JK              | 1:3      | JK Kalev Sillamäe   |
| JK Dokker Tallinn     | 1:0      | JK Tallinn          |
| Tapa SK Fortuna       | 1:3      | FC Lelle            |
| Lasnamäe JK           | 2:3      | Viljandi JK Tulevik |
| JK Sport Põltsamaa    | 0:4      | Dünamo Tallinn      |

## Achtelfinale
Teilnehmer: Die acht Sieger der 2. Runde und die acht Teams der Meistriliiga (FC Flora Tallinn, FC Lantana Tallinn, Tallinna Sadam, JK Eesti Põlevkivi Jõhvi, SK Lelle, FC Marlekor Tallinn, JK Trans Narva und JK Vall), die alle auswärts antraten.
|                       | Ergebnis              |                          |
| --------------------- | --------------------- | ------------------------ |
| Dünamo Tallinn        | 0:1                   | FC Flora Tallinn         |
| Pärnu JK              | 0:3                   | JK Trans Narva           |
| FC Lelle              | 1:1 n. V. (6:5 i. E.) | JK Eesti Põlevkivi Jõhvi |
| JK Kalev Sillamäe     | 0:1                   | JK Tallinna Sadam        |
| Lokomotiv Valga       | 1:6                   | Lelle SK                 |
| Kohtla-Järve JK Eliit | 0:2                   | JK Vall                  |
| JK Dokker Tallinn     | 0:5                   | Marlekor Tallinn         |
| Viljandi JK Tulevik   | 1:6                   | FC Lantana Tallinn       |

## Viertelfinale
|                    | Gesamt |                   | Hinspiel | Rückspiel |
| ------------------ | ------ | ----------------- | -------- | --------- |
| JK Trans Narva     | 12:00  | FC Lelle          | 6:0      | 6:0       |
| FC Lantana Tallinn | 3:0    | FC Flora Tallinn  | 0:0      | 3:0       |
| Lelle SK           | 0:1    | JK Tallinna Sadam | 0:0      | 0:1       |
| JK Vall            | 1:2    | Marlekor Tallinn  | 1:1      | 0:1       |

## Halbfinale
|                  | Gesamt |                    | Hinspiel | Rückspiel |
| ---------------- | ------ | ------------------ | -------- | --------- |
| JK Trans Narva   | 3:4    | JK Tallinna Sadam  | 1:1      | 2:3       |
| Marlekor Tallinn | 0:7    | FC Lantana Tallinn | 0:4      | 0:3       |

## Finale
| Paarung            | JK Tallinna Sadam – FC Lantana Tallinn |
| Ergebnis           | 3:2 (0:0) |
| Datum              | 25. Juni 1997 |
| Stadion            | Kadrioru staadion, Tallinn |
| Zuschauer          | 500 |
| Schiedsrichter     | Jüri Saar |
| Tore               | 0:1 Sergei Bragin (53.) 1:1 Toomas Krõm (65.) 2:1 Toomas Krõm (69.) 2:2 Maksim Gruznov (72.) 3:2 Dmitri Ustritski (78.) |
| JK Tallinna Sadam  | Sergei Pareiko – Maksim Rõtškov (68. Dmitri Ustritski), Andrei Krõlov, Dalius Staleliunas, Urmas Liivamaa – Mark Švets (59. Urmas Kaal), Indro Olumets, Konstantin Kolbassenko, Sergei Terehhov – Toomas Krõm, Igors Slesarcuks Cheftrainer: Vladimir Kolbassenko |
| FC Lantana Tallinn | Sergei Ussoltsev – Andrei Krasnopjorov, Urmas Hepner (60. Oleg Gorjatšov), Aleksandr Lebedev, Sergei Bragin – Andrei Borissov, Andrei Tjunin (61. Dmitri Kulikov), Maksim Gruznov, Andrei Mitjunov – Oleg Kolotsei, Stanislav Svetogor Cheftrainer: Anatoli Belov |